# Kuršėnai
Kuršėnai är en stad i Šiauliai län i Litauen. Staden har 11 256 invånare år 2015.